# Isosaari (ö i Finland, Lappland, Tunturi-Lappi, lat 68,85, long 21,14)
Isosaari är en ö i Finland. Den ligger i sjön Pousujärvi och i kommunen Enontekis i den ekonomiska regionen  Fjäll-Lappland  och landskapet Lappland, i den norra delen av landet, 1 000 km norr om huvudstaden Helsingfors. Öns area är 7,8 hektar och dess största längd är 0,6 kilometer i sydöst-nordvästlig riktning.